# La Chapelle-Saint-Fray
La Chapelle-Saint-Fray là một xã thuộc tỉnh Sarthe trong vùng Pays-de-la-Loire tây bắc nước Pháp. Xã này có diện tích 6,38 km2, dân số năm 2006 là 384 người.